# Paguan
Paguan is een bestuurslaag in het regentschap Bondowoso van de provincie Oost-Java, Indonesië. Paguan telt 2153 inwoners (volkstelling 2010).